# Ueki Emori

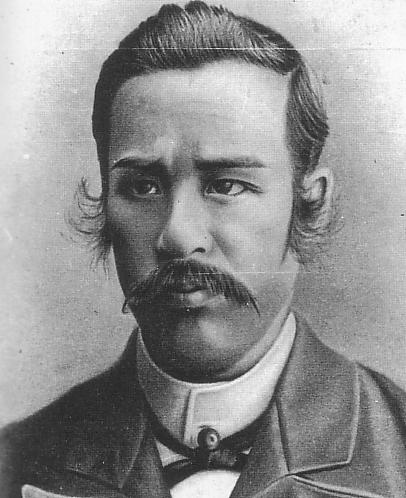
Ueki Emori

Ueki Emori (japanisch 植木 枝盛; geb. 14. Februar 1857 in der Provinz Tosa (heute Präfektur Kōchi); gest. 23. Januar 1892) war ein japanischer Denker und Politiker während der Meiji-Zeit.

## Leben und Werk
Ueki Emori wurde als Sohn eines Samurai in der Domäne Tosa geboren. Er studierte an der Han-Schule Chidōkan (致道館) und 1873 kurz in Tokio. Er kam unter den Einfluss von Itagaki Taisuke und unterstützte ihn bei der Organisation politischer Gruppen, wie der Risshi-sha (立志社), der Aikoku-sha (愛国社), der Kokkai Kisei Dōmei (国会期成同盟) und schließlich auch bei der Gründung der Liberalen Partei (自由党, Jiyū-tō), der ersten politischen Partei Japans. 
1879 schrieb er einen volkstümlich gehaltenen Aufsatz mit dem Titel „Über die Rechte des Volkes und deren Freiheit“ (民権自由論, Minken jiyū ron), in dem er die von Natur aus gegebenen Menschenrechte, die Rechte der Menschen auf politische Mitbestimmung und die Notwendigkeit einer Verfassung darstellte. 1881 verfasste er einen Entwurf einer Verfassung, den Tōyō Dai-Nihonkoku Kokken-an, mit der er für die Souveränität des Volkes, für ein Einkammer-System und für das Wahlrecht für Steuerzahler warb.
Ueki war der Herausgeber der Zeitung Jiyū Shimbun (自由新聞), dem Organ der Liberalen Partei. In der ersten Wahl des Parlements 1890 gewann er einen Sitz, starb dann aber plötzlich zwei Jahre später im Alter von 34 Jahren.